# 弗拉弗拉语
弗拉弗拉语是尼日尔-刚果语系下的一種語言，是住在加纳北部上東部大區和布基纳法索南部的弗拉弗拉人使用的語言。它在加纳具有國家語言地位，而且与达巴尼语和加纳北部的其他语言以及布基纳法索的莫西语關係密切。弗拉弗拉语有三種方言。